# Curepipe Starlight
Der Curepipe Starlight Sports Club ist ein 2001 gegründeter Fußballverein aus Curepipe auf Mauritius.

## Geschichte
2006 konnte Curepipe Starlight erstmals den mauritischen Pokal gewinnen, 2007 folgte die mauritische Meisterschaft, somit qualifizierte sich der Club für die CAF Champions League 2008. Hier trafen sie in der ersten Runde auf den komorischen Vertreter Coin Nord Mitsamiouli. Das Hinspiel gewann Curepipe mit 2:0, das Rückspiel auf den Komoren endete 0:1, doch aufgrund der höheren Anzahl der erzielten Tore erreichte der Verein die zweite Runde. Das zweite Spiel gegen Coin Nord Mitsamiouli war außerdem das erste internationale Clubspiel auf den Komoren aller Zeiten. In der zweiten Runde traf die Mannschaft auf die Mamelodi Sundowns aus Südafrika, unterlagen jedoch in beiden Partien und schieden daraufhin aus. Im Jahr 2008 konnte Curepipe den mauritischen Meistertitel erfolgreich verteidigen, außerdem konnte der mauritische Pokal gewonnen werden. 2009 konnte das Meisterschafts-Triple perfekt gemacht werden. 2013 gelang dem Verein der vierte Titelgewinn und der dritte Pokalsieg. 2015 folgte dann der Abstieg in die zweitklassige National Division, der Wiederaufstieg gelang bis heute nicht mehr.
Bekannteste Spieler des Vereins sind die mauritischen Nationalspieler Johan Cundasamy und Johan Marmitte.

## Erfolge
- Mauritische Meisterschaft: 2007, 2008, 2009, 2013

- Mauritischer Pokal: 2006, 2008, 2013

- Mauritian Republic Cup: 2007, 2008

## Statistik in den CAF Wettbewerben
| Wettbewerb                 | Runde    | Gegner                | Hinspiel | Rückspiel |  |
| -------------------------- | -------- | --------------------- | -------- | --------- |  |
|                            |          |                       |          |           |  |
| CAF Confederation Cup 2007 | Vorrunde | Ajesaia               | 1:0 (H)  | 0:4 (A)   |  |
| CAF Champions League 2008  | Vorrunde | Coin Nord Mitsamiouli | 2:0 (H)  | 0:1 (A)   |  |
| CAF Champions League 2008  | 1. Runde | Mamelodi Sundowns     | 0:3 (A)  | 0:1 (H)   |  |
| CAF Champions League 2009  | Vorrunde | Supersport United     | 0:3 (A)  | 2:5 (H)   |  |
| CAF Champions League 2010  | Vorrunde | La Passe FC           | 0:1 (A)  | 3:1 (H)   |  |
| CAF Champions League 2010  | 1. Runde | Gaborone United       | 0:3 (H)  | 0:3 (A)   |  |